# 多米耶
多米耶（法語：Dommiers，法語發音：[dɔmje]）是法国上法蘭西大區埃纳省的一个市镇，属于苏瓦松区。

## 地理
多米耶（49°19'37"N, 3°12'33"E）面积7.24 平方千米，位于法国上法蘭西大區埃纳省，该省份为法国北部内陆省份，北起北部省，西接索姆省和瓦兹省，东临阿登省和马恩省，西南至塞纳-马恩省，东北部与比利时接壤。
与多米耶接壤的市镇（或旧市镇、城区）包括：绍丹、屈特里、米西欧布瓦、萨科南和布勒伊、圣皮埃尔艾格勒。

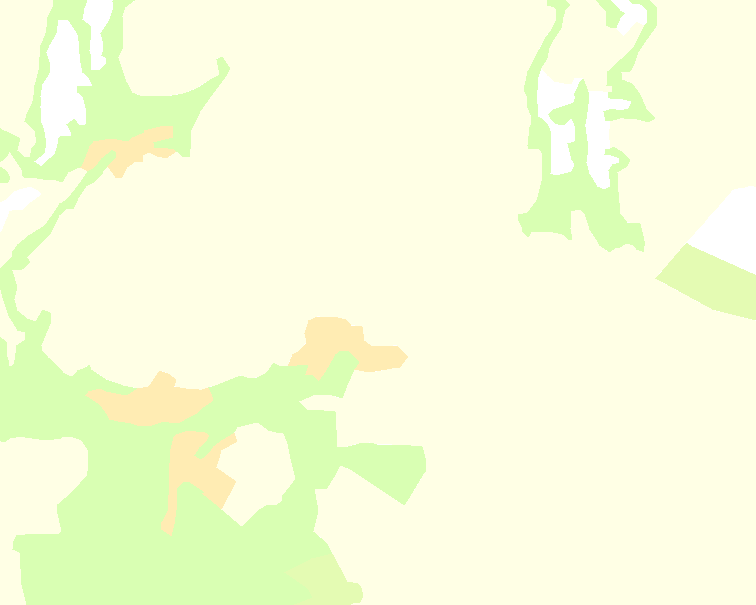
多米耶的OSM定位图

多米耶的时区为UTC+01:00、UTC+02:00（夏令时）。

## 行政
多米耶的邮政编码为02600，INSEE市镇编码为02267。

## 政治
多米耶所属的省级选区为埃纳河畔维克县。

## 人口

1962-2008年间多米耶人口变化图示

多米耶于2022年1月1日时的人口数量为306人。